# Per Bentzon Goldschmidt
Per Bentzon Goldschmidt (11. marts 1943 i Jægersborg - 17. september 2013 i København) var en dansk musiker; barytonsaxofonist, tenorsaxofonist, klarinettist, kapelmester og skuespiller.
Han var søn af de to professorer, begge jurister og dr. jur. Verner Goldschmidt og Agnete Weis Bentzon (skilt 1959). Bror til fire yngre søskende, Ditte, Jeanne, Lars og Karen.
Gift med Pia Q. Andersen.
Per Goldschmidt var uddannet i klassisk klarinet fra Det Kongelige Danske Musikkonservatorium, men skiftede i 1962 til tenorsax. Han uddannede sig også på Folkliga Musikskolan, Ingesund, Sverige. Han var desuden uddannet skuespiller fra Statens Teaterskole.
Han var aktiv i dansk musikliv fra midten af 1960'erne, først med i Riel-Mikkelborg kvintet. I 1967 skrev han sammen med Niels Jørgen Steen musikken til filmen Eftermiddagsgæsten.
Fra 1970'erne ledte han en række grupper, med blandt andet jazzpianisterne Horace Parlan, Ole Kock Hansen, Thomas Clausen, Nikolaj Bentzon, Niels Lan Doky og Carsten Dahl.
Per Goldschmidt var fra år 2000 til sin død i 2013 leder af orkesteret Ernie Wilkins Almost Big Band, som i den periode spillede med solister som trompetisterne Clark Terry, Jon Faddis, Tim Hagans og Randy Brecker; klarinettisterne Putte Wickman og Tony Coe, og sangerne Bobo Moreno, Cæcilie Norby, Sinne Eeg og Veronica Mortensen.
Orkesternavne der også forbindes med Goldschmidt er bl.a. Ariel, Creme Fraiche Band og Jazz Baltica Ensemble.
Per Goldschmidt indspillede bl.a. plader/CD'er med navne som Kenny Clarke, Billy Hart, Jack DeJohnette, Alvin Queen, Niels-Henning Ørsted Pedersen, Howard McGhee, Idrees Sulieman og Tom Harrell, foruden med orkesterene Ariel, Ernie Wilkins Almost Big Band og Jazz Baltica Ensemble.
Hans seneste udgivelser er med Putte Wickman og Bobo Moreno.
Goldschmidt medvirkede i en række spillefilm og teater, blandt andet i 1960'erne ved Comediehuset i København.
I 2006 modtog han Django d'Or Prisen som Bandleader Of Excellence.
Han er begravet på Garnisons Kirkegård.

## Filmografi
| - Gift (1966) - Slap af, Frede (1966) - Fantasterne (1967) - Sådan er de alle (1968) - Mig og min lillebror og Bølle (1969) - Revolutionen i vandkanten (1971) - I morgen, min elskede (1971) - Et døgn med Ilse (1971) - Lenin, din gavtyv (1972) - Mig og Mafiaen (1973) - Pigen og drømmeslottet (1974) - Mafiaen, det er osse mig (1974) - Prins Piwi (1974) - Piger i trøjen (1975) - En by i Provinsen (1977-1980) - TAXA (1997-1999) - Edderkoppen (2000) | - Per Goldschmidt: Saxophoria (1976), LP, Hookfarm HLS 76-6 - Per Goldschmidt: Cage Rage (1988), CD, DOCD 5095 - Per Goldschmidt: Another Night, Another Day (1989), CD, DOCD 5129 - Per Goldschmidt: The Frame (1990), CD, Timeless CD SJP 290 - Per Goldschmidt: Frankly - A Tribute To Sinatra (1993), CD, Milestone Records MCD-9224-2 - Per Goldschmidt: Loneliness & Other Ballads (2000), CD, Stunt Records STUCD 00042 - Ariel: Ariel (1980), LP, Move MVLP 8 - Ariel: Solens børn (1980), LP, Pick Up Records PULP 80307 - Ariel: Ariel + 7 (2008), genudgivelse på CD, Jazz Proverbs Records-Tokyo Japan JPRCD-003 - Ernie Wilkins Almost Big Band: Ernie Wilkins Almost Big Band (1981), LP, Storyville SLP-4051 - Ernie Wilkins Almost Big Band: Live! (1982), LP, Matrix - Ernie Wilkins Almost Big Band: Montreux (1983), CD, SteepleChase - Ernie Wilkins Almost Big Band: On The Roll (1986), CD, SteepleChase - Putte Wickman & Ernie Wilkins Almost Big Band: Plays Duke Ellington (2005), CD, Gazell GAFCD-1084 - Bobo Moreno & Ernie Wilkins Almost Big Band: Out Of This World (2007), CD, Stunt Records STUCD 07102 - Howard McGhee Quintet: Just Be There (1976), CD, Stunt Records STUCD 31204 - Idrees Sulieman Quintet: Bird's Grass (1976), CD, Stunt Records STUCD 31202 - Idrees Sulieman and Horace Parlan: Groovin' High (1985), CD, SteepleChase SCCD 31218 - Leif Johansson's Orchestra: Bewoulf Suite (1986), LP, Music Mecca – ML 120 - Horace Parlan: Little Esther (1987), CD, Soul Note 21145-2 - Erling Kroner: Dark Side Orchestra featuring Gustavo Toker (1992), CD, DOCD 5153 - Bengt Arne Wallin: The Birth + Rebirth Of Swedish Folk Jazz (1998), CD, ACT 9254-2 - Niels Jørgen Steen: Live From Paradise (2006), CD, Calibrated - Bennys badekar (1971), sørøver |

## Eksterne links
- Per Bentzon Goldschmidt på gravsted.dk
- Per Bentzon Goldschmidt på Internet Movie Database (engelsk)
- Per Bentzon Goldschmidt på Filmdatabasen
- Per Bentzon Goldschmidt på danskefilm.dk
- Per Bentzon Goldschmidt på danskfilmogtv.dk
- Per Bentzon Goldschmidt på Scope
- Per Bentzon Goldschmidt på Svensk Filmdatabas (svensk)
- Per Bentzon Goldschmidt på The Movie Database (engelsk)
- Per Bentzon Goldschmidt på Discogs (engelsk)